# Parroquia El Carmen (Barinas)
El Carmen es una parroquia civil ubicada en el Norte del Municipio Barinas, Barinas, Venezuela. Zona Centro-Oeste de la ciudad de Barinas, limita al Norte con el Centro y Betancourt, al Sur con Méndez y Corazón de Jesús, y al Oeste con Alto Barinas. Con 49 153 habitantes, es la cuarta parroquia más poblada del municipio. Está nombrada tras su iglesia principal, ubicada en la avenida 23 de enero.

## Avenidas
La avenida 23 de enero es la zona hotelera, banquera y comercial, destacando sus concesionarios, centros comerciales, restaurantes, farmacias y estaciones de servicio. Allí se encuentra la residencia oficial del gobernador del Estado Barinas. Las avenidas Cuatricentenaria y Agustín Codazzi, son la zona de tiendas, destacando sus estaciones de servicio, el terminal municipal, el parque Los Mangos, el mercado Bicentenario y la universidad Antonio José de Sucre. Las avenidas Guaicaipuro y Rómulo Gallegos son zonas comerciales menores, destacando los bloques de apartamentos Cuatricentenaria. En la avenida Marqués De Pumar se encuentra el antiguo cementerio de la ciudad, y en la calle Mérida se encuentra el mercado de buhoneros.

## Demografía
Para 2001, el 47,66 % de la población de la Parroquia El Carmen es masculina. Con una edad media de 27,34, el 41,34 % tiene menos de veinte años, el 32,6 % tiene de 20 a 39 años, el 19,05 % tiene de 40 a 59 años, el 5,88 % tiene de 60 a 79 años, y el 1,12 % tiene más de ochenta años. Con una tasa de analfabetismo de 9,63 %, el 56,32 % no estudia, el 0,15 % tiene educación especial, el 3,09 % tiene educación preescolar, el 48,54 % tiene educación primaria, el 17,32 % tiene educación media, el 0,89 % tiene educación técnica media, el 4,89 % tiene educación técnica superior, y el 10,78 % tiene educación universitaria. Entre quienes estudian, el 9,59 % lo hace en instituciones privadas. Con una tasa de desempleo de 46,68 %, el 2,83 % es cesante, el 1,18 % busca empleo por primera vez, el 18,04 % es amo de casa, el 14,87 % estudia y no trabaja, el 2,01 % está jubilado o pensionado, y el 1,93 % está incapacitado para trabajar.
| Evolución demográfica |
|                       |
| Fuentes: INE, CNE     |

| Pirámide de población 2001 |         |       |         |      |
| %                          | Hombres | Edad  | Mujeres | %    |
| 0,25                       |         | 85+   |         | 0,32 |
| 0,23                       |         | 80-84 |         | 0,32 |
| 0,39                       |         | 75-79 |         | 0,47 |
| 0,64                       |         | 70-74 |         | 0,73 |
| 0,73                       |         | 65-69 |         | 0,87 |
| 0,95                       |         | 60-64 |         | 1,1  |
| 1,27                       |         | 55-59 |         | 1,37 |
| 1,93                       |         | 50-54 |         | 2,25 |
| 2,42                       |         | 45-49 |         | 3,07 |
| 3,04                       |         | 40-44 |         | 3,7  |
| 2,99                       |         | 35-39 |         | 3,54 |
| 3,24                       |         | 30-34 |         | 3,82 |
| 3,84                       |         | 25-29 |         | 4,26 |
| 5,11                       |         | 20-24 |         | 5,8  |
| 4,96                       |         | 15-19 |         | 5,92 |
| 5,59                       |         | 10-14 |         | 5,5  |
| 5,37                       |         | 5-9   |         | 4,93 |
| 4,71                       |         | 0-4   |         | 4,36 |